# Urgleptes bruchi
Urgleptes bruchi es una especie de escarabajo longicornio del género Urgleptes, tribu Acanthocinini, subfamilia Lamiinae. Fue descrita científicamente por Melzer en 1932.

## Descripción
Mide 3-3,5 milímetros de longitud.

## Distribución
Se distribuye por Argentina, Brasil y Paraguay.